# توم جاكسون (لاعب كرة قدم أسترالية)
توم جاكسون (بالإنجليزية: Tom Jackson)‏ هو لاعب كرة قدم أسترالية أسترالي، ولد في 3 يوليو 1881، وتوفي في 5 يناير 1929.

## وصلات خارجية
- توم جاكسون على موقع AustralianFootball.com (الإنجليزية)
- توم جاكسون على موقع AFLtables.com (الإنجليزية)